# Шевченко, Владимир Николаевич (государственный деятель)
Владимир Николаевич Шевченко (род. 9 февраля 1939, Москва) — советник Президента Российской Федерации (2000—2011 гг.), руководил службами протокола президента СССР Михаила Горбачёва и президента России Бориса Ельцина.

## Биография
Работал на Даугавпилсском паровозо-вагоно-ремонтном заводе помощником мастера цеха, затем инженером-технологом.
В 1961 году окончил Тбилисский Политехнический институт.
С 1962 по 1990 год — на комсомольской, дипломатической и партийной работе: первый секретарь Даугавпилсского горкома ЛКСМ Латвии, заведующий сектором Отдела комсомольских органов ЦК ВЛКСМ, заместитель заведующего общим отделом ЦК ВЛКСМ; второй секретарь Посольства СССР в Республике Куба; заместитель заведующего, заведующий сектором Управления Делами ЦК КПСС.
В 1990 году создал с нуля и возглавил службу протокола избранного Президента СССР Михаила Горбачёва.
До 1992 года заведующий Протокольным отделом Управления Делами Аппарата Президента СССР Михаила Горбачёва, руководитель Службы протокола Аппарата Президента СССР.
С января 1992 года — в Администрации Президента Российской Федерации: руководитель Службы протокола Администрации Президента Российской Федерации; руководитель протокола Президента Российской Федерации — помощник Президента Российской Федерации. 
С 1993 года имеет дипломатический ранг чрезвычайного и полномочного посла Российской Федерации.
С августа 1998 года по январь 2000 года — заместитель Руководителя Администрации Президента Российской Федерации — руководитель протокола Президента Российской Федерации.
С 2000 года по 2008 год — советник Президента Российской Федерации Владимира Путина, одновременно работал руководителем протокола первого президента России Бориса Ельцина, к тому времени ушедшего в отставку. Был рядом с Ельциным и его семьёй до его последних дней. Работает с семьёй экс-президента и после его смерти.
В 2004 году Владимир Шевченко одним из первых чиновников высшего ранга признал существование в Москве секретных подземных транспортных коммуникаций, предназначенных для использования руководством страны на случай ядерной войны, которым молва дала название «Метро-2».
В 2008 — 2011 годах — советник президента Российской Федерации Дмитрия Медведева.
31 марта 2010 года примерно в 9 часов утра, в Москве, на ул. Смоленская автомобиль BMW (BMW 745Li грнз: A039MP97) с проблесковым маячком выехал на встречную полосу. На пассажирском сидении находился Шевченко. Есть фотографии и свидетельства очевидцев неоднократного повторения таких случаев. Спустя сутки Шевченко рассказал, что произошло на дороге: «Видно было, что это была преднамеренная провокация. Я опаздывал, но я бы никогда не пошел бы на встречную полосу, если бы не видел, что четыре полосы движения на расстоянии трехсот метров полностью свободны. Мы только вышли из левого ряда, как в это время увидели, что летит машина. Он шел преднамеренно прямо на нас! Я успел дать команду водителю остановиться. Мы остановились, а он прямо вплотную пошел и уже на ходу доставал камеру и снимал», — рассказал советник президента. В апреле 2010 года служебная машина советника президента Владимира Шевченко была вновь замечена на встречной полосе. Журналист Андрей Мальгин в своем блоге под заголовком «Товарищ Шевченко продолжает в том же духе» опубликовал фотографию, сделанную 2 апреля в 10 утра, то есть через два дня после эпизода с Андреем Хартли. На фотографии видно, что автомобиль Шевченко вновь заехал на встречную полосу.
Уволен c должности советника президента по личной просьбе 9 апреля 2011 года.
Член правления Фонда «Президентский центр Б.Н. Ельцина».

## Награды
- благодарность Президента Российской Федерации (14 августа 1995) — за активное участие в подготовке и проведении празднования 50-летия Победы в Великой Отечественной войне 1941—1945 годов[24];
- орден «За заслуги перед Отечеством» III степени (9 февраля 1999) — за заслуги перед государством и многолетнюю плодотворную работу[25];
- благодарность Президента Российской Федерации (30 июля 1999) — за большой личный вклад в подготовку и проведение мероприятий, посвящённых 54-й годовщине Победы в Великой Отечественной войне 1941—1945 годов[26];
- благодарность Президента Российской Федерации (12 августа 1999) — за активное участие в подготовке Послания Президента Российской Федерации Федеральному Собранию 1999 года[27];
- знак отличия «За безупречную службу» XXX лет (5 октября 1999) — за многолетнюю, плодотворную и безупречную государственную службу[28];
- благодарность Президента Российской Федерации (19 февраля 2004) — за многолетнюю добросовестную работу[29];
- орден «За заслуги перед Отечеством» IV степени (11 марта 2006) — за большой вклад в обеспечение деятельности Президента Российской Федерации и многолетнюю добросовестную работу[30];
- знак отличия «За безупречную службу» XL лет (9 апреля 2011) — за многолетнюю безупречную государственную службу[31];
- орден Александра Невского (13 февраля 2014) — за достигнутые трудовые успехи, значительный вклад в социально-экономическое развитие Российской Федерации, заслуги в гуманитарной сфере, укреплении законности, защите прав и интересов граждан, многолетнюю добросовестную работу[32];
- орден Дружбы народов[33];
- орден «За заслуги перед Отечеством» II степени (2019);
- почётная грамота Президента Российской Федерации;
- знак отличия «За безупречную службу».